# Whitehall (Pensilvania)
Whitehall es un borough ubicado en el condado de Allegheny, Pensilvania, Estados Unidos. Tiene una población estimada, a mediados de 2021, de 14 902 habitantes.
Si bien tiene una administración independiente, a todos los efectos prácticos es un barrio de la ciudad de Pittsburgh.

## Geografía
La localidad está ubicada en las coordenadas 40°21′37″N 79°59′23″O / 40.36028, -79.98972 (40.360205, -79.989793).

## Demografía
Según la Oficina del Censo, en 2000 los ingresos medios de los hogares de la localidad eran de $45,111 y los ingresos medios de las familias eran de $60,371. Los hombres tenían ingresos medios por $42,658 frente a los $31,167 que percibían las mujeres. Los ingresos per cápita para la localidad eran de $24,730. Alrededor del 2.9% de la población estaba por debajo del umbral de pobreza.
De acuerdo con la estimación 2017-2021 de la Oficina del Censo, los ingresos medios de los hogares de la localidad son de $66,531 y los ingresos medios de las familias son de $93,299. Los ingresos per cápita en los últimos doce meses, medidos en dólares de 2021, son de $39,907. Alrededor del 9.8% de la población está por debajo del umbral de pobreza.